# Wilmington (comté de Will, Illinois)
Pour les articles homonymes, voir Wilmington.

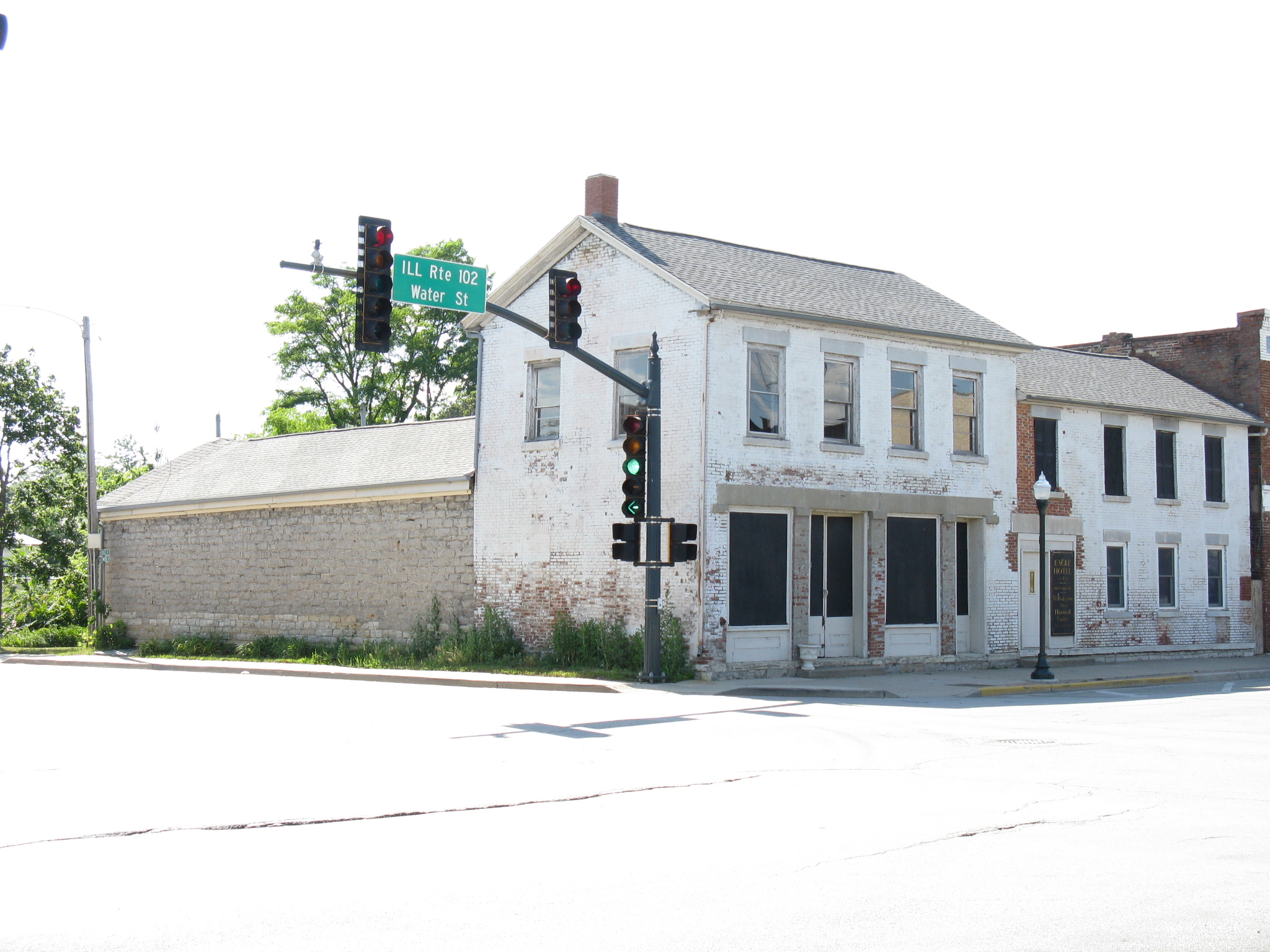
L', classé monument historique

Wilmington est une ville du comté de Will en Illinois.
La population était de 5 134 habitants en 2000.
La ville a été fondée par Thomas Cox en 1834; elle est devenue célèbre en tant que ville étape sur l'ancienne Route 66.

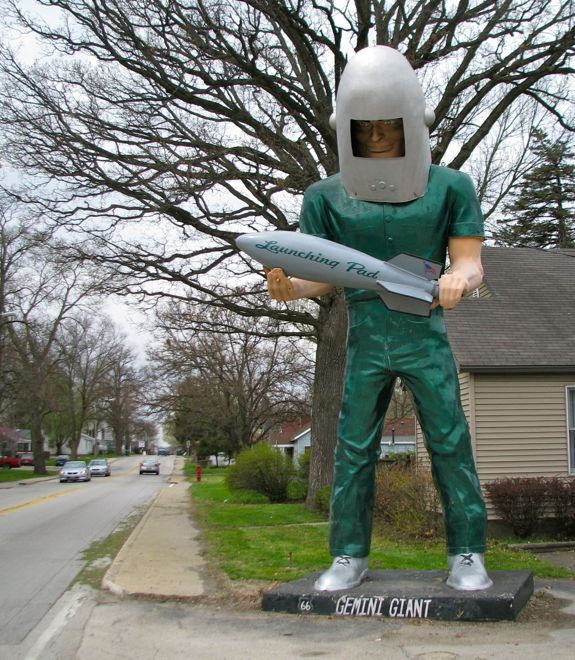
Gemini Giant devant le Launching Pad Cafe de Wilmigton
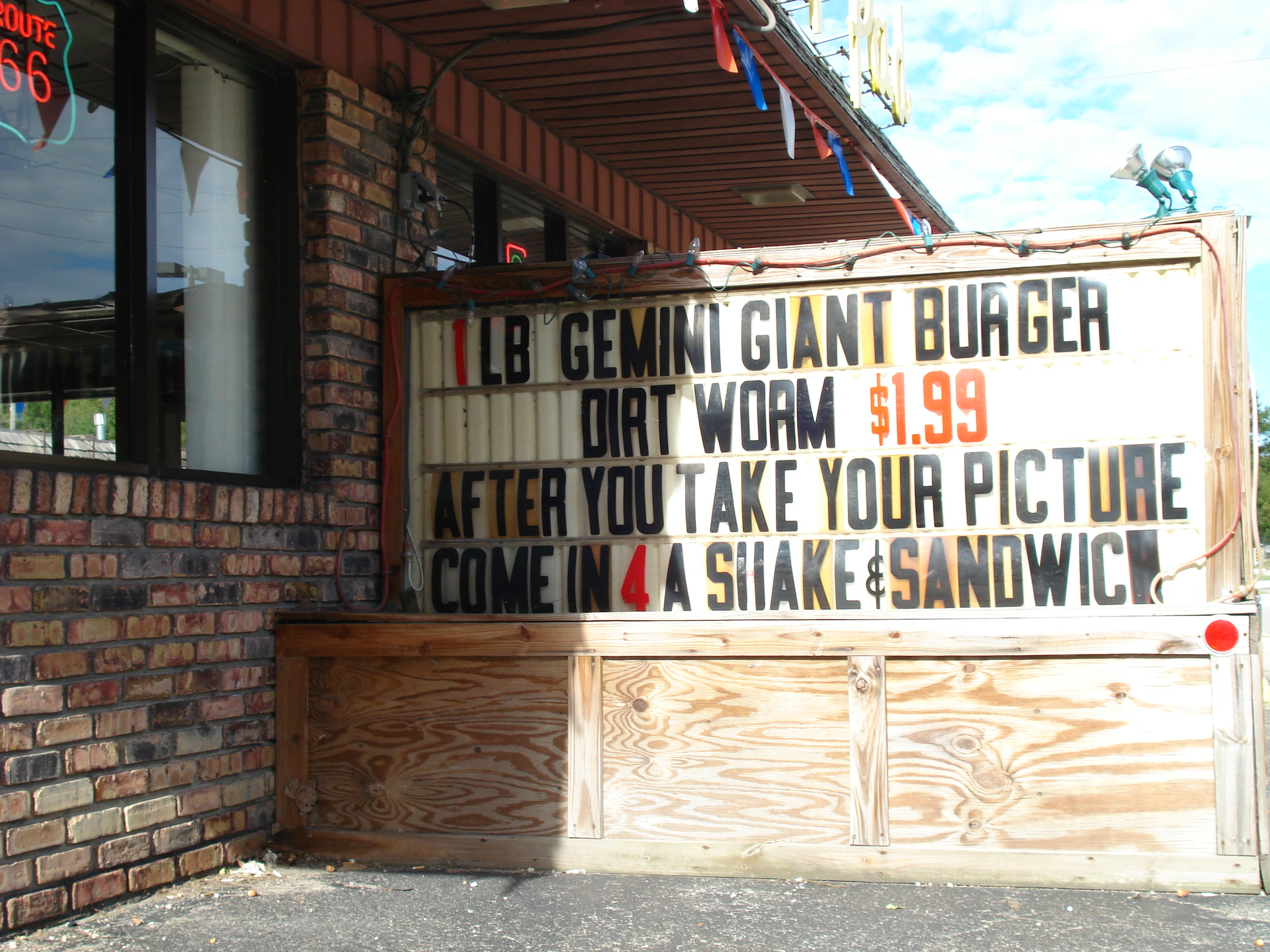
Enseigne typique de la Route 66